# Nodaria niphona
Nodaria niphona là một loài bướm đêm trong họ Noctuidae.